# Wilhelm II. (Apulien)
Wilhelm II. (* 1095 oder 1097; † 28. Juli 1127 in Salerno) war ab 1111 Herzog von Apulien.

## Leben
Wilhelm war ein Sohn von Roger Borsa und Adela von Flandern, der Tochter des Grafen Robert des Friesen, und somit väterlicherseits ein Angehöriger der normannischen Familie Hauteville. Nach dem Tod seines Vaters 1111 führte zunächst seine Mutter Adela bis 1114 die Regentschaft für Wilhelm.
1114 wurde Wilhelm in Ceprano von Papst Paschalis II. als Herzog investiert; diese Zeremonie wurde durch Gelasius II. 1118 und Calixt II. 1120 wiederholt. Die stärkere Abhängigkeit vom päpstlichen Lehnsherrn kam auch durch die Abbildung des Apostelfürsten Petrus auf den im Auftrag Wilhelms geprägten Münzen zum Ausdruck.
Wohl 1114 heiratete er Gaitelgrima von Airola. Da die Ehe kinderlos blieb, ernannte er 1125 seinen Onkel Roger II. zum Erben des Herzogtums Apulien.